# 2037
2037 (MMXXXVII) será un año normal comenzado en jueves en el calendario gregoriano. Será también el número 2037 anno Dómini o de la designación de era cristiana, será el trigésimo séptimo año del Siglo XXI y del III milenio. Será el séptimo año de la cuarta década del Siglo XXI y el octavo del decenio de los Años 2030.

## Acontecimientos

### Enero
- 31 de enero: Elemento cercano 2002 OD20 hará una aproximación cerrada a la Tierra con 0.01 UA.

### Junio
- 29 de junio: Elemento cercano 2002 LT38 hará una aproximación cerrada a la Tierra con 0.05 UA.

## Cultura y ficción
- Películas
  - Se sitúan los sucesos relatados en la película Descubriendo a los Robinson (La familia del futuro).

- Datos: Q12120
- Multimedia: 2037 / Q12120